# Ruta 16 (Chile)
La ruta 16 es una ruta nacional que se encuentra en el norte Grande de Chile sobre la Región de Tarapacá. En su recorrido de 46,7 km totalmente asfaltados une la ruta 5 Panamericana, Huara y Pozo Almonte en el sector de las ex oficinas salitreras de Humberstone y Santa Laura con Alto Hospicio e Iquique en la costa del océano Pacífico.
Actualmente es una autopista denominada Rutas del Desierto, por el gran flujo vehicular que la convierte en una de las rutas más transitadas de la región, entró en operación el año 2015. Otro proyecto para brindar una mejor seguridad vial es la construcción de un enlace vial que conecte la cuesta del Toro y la avenida Huantajaya en la comuna de Alto Hospicio, además de la ejecución de tres aparcaderos de camiones y la instalación de cámaras y pantallas digitales (aparte de las ya instaladas).
El rol asignado a esta carretera fue ratificado por el decreto MOP N.º 2136 del año 2000.